# Saltaro di Torres
Saltaro di Torres, de Gunale o de Orrù (Sardegna, 1090 circa – Sardegna, 1136 circa), è stato un nobile sardo, figlio della giudicessa consorte Marcusa de Gunale e di uno sconosciuto membro della famiglia Orrù.

## Origini
Secondo il Liber Maiolichinus, poema pisano composto in occasione dell vittoria sui saraceni nella crociata balearina, Saltaro sarebbe stato figlio del giudice Costantino I di Torres e di sua moglie Marcusa de Gunale, nobildonna presumibilmente bosana; questo però contraddice fonti locali, che riportano chiaramente quanto un solo discendente sopravvisse al sovrano, Gonario. Più recenti studi avvalorano la tesi che Saltaro fosse figlio di un non ben identificato membro della famiglia Orrù e della futura giudicessa consorte.

## Biografia
Nato alla fine dell'XI secolo, all'inizio del decennio successivo si recò ad abitare con la madre ed il fratello Comita presso il patrigno giudice, con cui la madre aveva appena convolato a nozze. Presumibilmente adottato come erede da Costantino I, nel 1110 circa vide sfumare il proprio ruolo nella successione a causa della nascita del fratellastro Gonnario. Tre anni dopo, nel 1113, si imbarcò presso Alghero, nella baia di Porto di Conte, insieme al cadetto Torbeno di Cagliari, alla volta delle isole Baleari, prendendo parte alla spedizione sardo-pisano-catalana, che capitanò. Fu proprio nel corso della guerra, com'è riportato nel Liber Maiolichinus, che uccise uno dei principali comandanti saraceni, tale Abrotano, colpendolo con un giavellotto ai reni. Dopo la conclusione vittoriosa della Guerra Santa, Saltaro, coperto di gloria, fece ritorno in Sardegna, dove sposò un'anonima figlia del ricco possidente turritano Ittocorre de Athen. Dopo la morte del patrigno complottò con il suocero per l'eliminazione fisica del fratellastro, tuttavia fallendo. Dopo lo scoppio di una ribellione da lui guidata, trapassò presumibilmente dopo il 1136, quando Gonnario, rifugiatosi precedentemente a Pisa, represse i riottosi facendo ritorno nel giudicato.